# جين ديفيس (مصارع رياضي)
جين ديفيس (بالإنجليزية: Gene Davis)‏ هو مصارع رياضي أمريكي، ولد في 1945 في ميسولا في الولايات المتحدة.

## وصلات خارجية
- جين ديفيس على موقع قاعدة بيانات المصارعة الدولية (الإنجليزية)
- جين ديفيس على موقع أوليمبيديا (الإنجليزية)